# Business-to-business
Business-to-business, expressão identificada pela sigla B2B, é a denominação do comércio estabelecido entre empresas ("de empresa para empresa").
Associado a operações de compra e venda, de informações, de produtos e de serviços através da Internet ou através da utilização de redes privadas partilhadas entre duas empresas, substituindo assim os processos físicos que envolvem as transações comerciais.

## Características do B2B
Algumas características diferenciam o modelo de negócios B2B do B2C.[carece de fontes?] Sobretudo:

### Marketing
No B2B, o marketing possui esforços mais focados em gerar e acompanhar as vendas, além de se concentrar na geração de leads e nas entregas de serviço.
Entre seus principais objetivos estão a melhora na quantidade e qualidade dos leads de vendas, aumento na taxa de conversão de leads, consolidar o branding e incrementar o retorno sobre o investimento[carece de fontes?] do marketing.

### Mais de um decisor no processo de compra
Geralmente, no mercado B2C, as pessoas decidem sozinhas por uma compra. Já no mercado B2B, normalmente um grupo de pessoas está envolvido na decisão do processo de compra. Representando uma média de 6,8 pessoas, sendo estudos.
Isso é comum porque os produtos, serviços e/ou soluções do modelo de negócios B2B é utilizando por mais de uma pessoa, é muito mais caro do que um produto B2C e envolve as necessidades e objetivos corporativos.
Isto é, exige uma decisão mais focada em funcionalidades, valores e vantagens por ser uma aquisição complexa.

### Ciclo de vendas
Justamente devido ao maior ticket médio que possui e ao maior número de pessoas envolvidas no processo de decisão de compra, os modelos de negócios B2B possuem um ciclo de venda mais longo.
Dados indicam que a conversão de leads em oportunidades no mercado B2B pode demorar cerca de 84 dias, em média. Sendo que o processo para transformar 6% das oportunidades em vendas leva mais 18 dias.

### Recorrência
Vendas B2B envolvem normalmente contratos recorrentes e um prazo muito maior. É o que seduz muitas empresas a migrarem para esse modelo.
Pela complexidade envolvida nas vendas (durante implantação de produtos e serviços) as empresas tendem a permanecer por um tempo na relação de compra e venda, o que aumenta a probabilidade da recorrência acontecer.
Enquanto que no B2C as vendas ocorrem muito pontualmente, sem garantias de que poderão acontecer numa outra oportunidade, e isso exige que as empresas continuamente se reinventem.

## B2B x B2C
No B2B existem empresários em ambos os lados, enquanto no B2C normalmente existe um empresário e um consumidor.
No primeiro caso, a decisão é perseguida pela necessidade (porque a outra empresa precisa dela) e, no segundo caso, são mais expectativas do que necessidades.
O B2B tem muitos vendedores e lojas diferentes, enquanto o B2C geralmente é apenas um fornecedor.
O B2B se concentra em dados brutos para outra empresa, mas o B2C se concentra em produzir algo para os consumidores.
Uma transação B2B envolve gerenciamento de contrato de sourcing direto, que envolve a negociação de termos que estabelecem preços e vários outros fatores, como preços baseados em volume, preferências de transportadora e logística, etc.
A transação B2C é mais clara, tem gerenciamento de contrato de sourcing pontual que oferece um preço fixo taxa de varejo para cada item vendido.
O tempo também é uma diferença, pois o B2B tem um processo mais lento do que o B2C que é concluído em períodos mais curtos (que podem ser minutos ou dias).
A última diferença mencionada aqui é que no B2B eles têm que lidar com conectividade de back-office e faturar uma série de parceiros e fornecedores diferentes, enquanto o B2C resulta em transações mais contínuas, pois opções, como dinheiro virtual, permitem que a empresa aceite uma maior variedade de opções de pagamento.
O B2B, como normalmente há valores maiores envolvidos em longos períodos de tempo, geralmente tem custos mais elevados do que o B2C, que tende a consistir em transações rápidas e diárias.
No B2B, a marca da qual depende a reputação é a relação pessoal entre as empresas.
Em muitos casos, o volume geral de transações B2B (business-to-business) é muito maior do que o volume de transações B2C.  A principal razão para isso é que em uma cadeia de abastecimento típica haverá muitas transações B2B envolvendo subcomponentes ou matérias-primas, e apenas uma transação B2C, especificamente a venda do produto acabado ao cliente final.
Por exemplo, um fabricante de automóveis faz várias transações B2B, como a compra de pneus, vidros para janelas e mangueiras de borracha para seus veículos. A transação final, um veículo acabado vendido ao consumidor, é uma transação única (B2C).

## Modelo de Negócios
Existem 2 principais modelos de negócios no mercado B2B. São eles:

### B2B Horizontal
O B2B horizontal é o padrão de transação para o mercado de negociação intermediário.
Ele concentra transações semelhantes de vários setores em um só lugar, pois oferece uma oportunidade de negociação para o comprador e o fornecedor, geralmente envolvendo empresas que não possuem os produtos e não os vendem.
É apenas uma plataforma para reunir vendedores e compradores online.
As melhores plataformas ajudam os compradores a encontrar facilmente informações sobre os vendedores e as informações relevantes sobre os produtos através do site.

### B2B Vertical
O B2B vertical geralmente é voltado para manufatura ou negócios.
Ele pode ser dividido em duas direções - a montante e a jusante.
Os produtores ou varejistas comerciais podem ter um relacionamento de fornecimento com fornecedores upstream, incluindo fabricantes, e formar um relacionamento de vendas. Como exemplo, a empresa Dell está trabalhando com fornecedores upstream de microchips de circuito integrado e placas de circuito impresso de computador (PCBs).

Um site B2B vertical pode ser semelhante à loja online da empresa. Por meio do site, a empresa pode promover seus produtos de forma vigorosa, mais eficiente e abrangente, o que enriquece as transações, pois ajuda seus clientes a entender bem seus produtos. Ou então, o site pode ser criado para negócios, onde o vendedor anuncia seus produtos para promover e expandir as transações de forma intuitiva e conveniente.